# Mount Abu
Mount Abu là một thành phố và khu đô thị của quận Sirohi thuộc bang Rajasthan, Ấn Độ.

## Nhân khẩu
Theo điều tra dân số năm 2011 của Ấn Độ, Mount Abu có dân số 22.943 người. Phái nam chiếm 58% tổng số dân và phái nữ chiếm 42%. Tại Mount Abu, 14% dân số nhỏ hơn 6 tuổi.

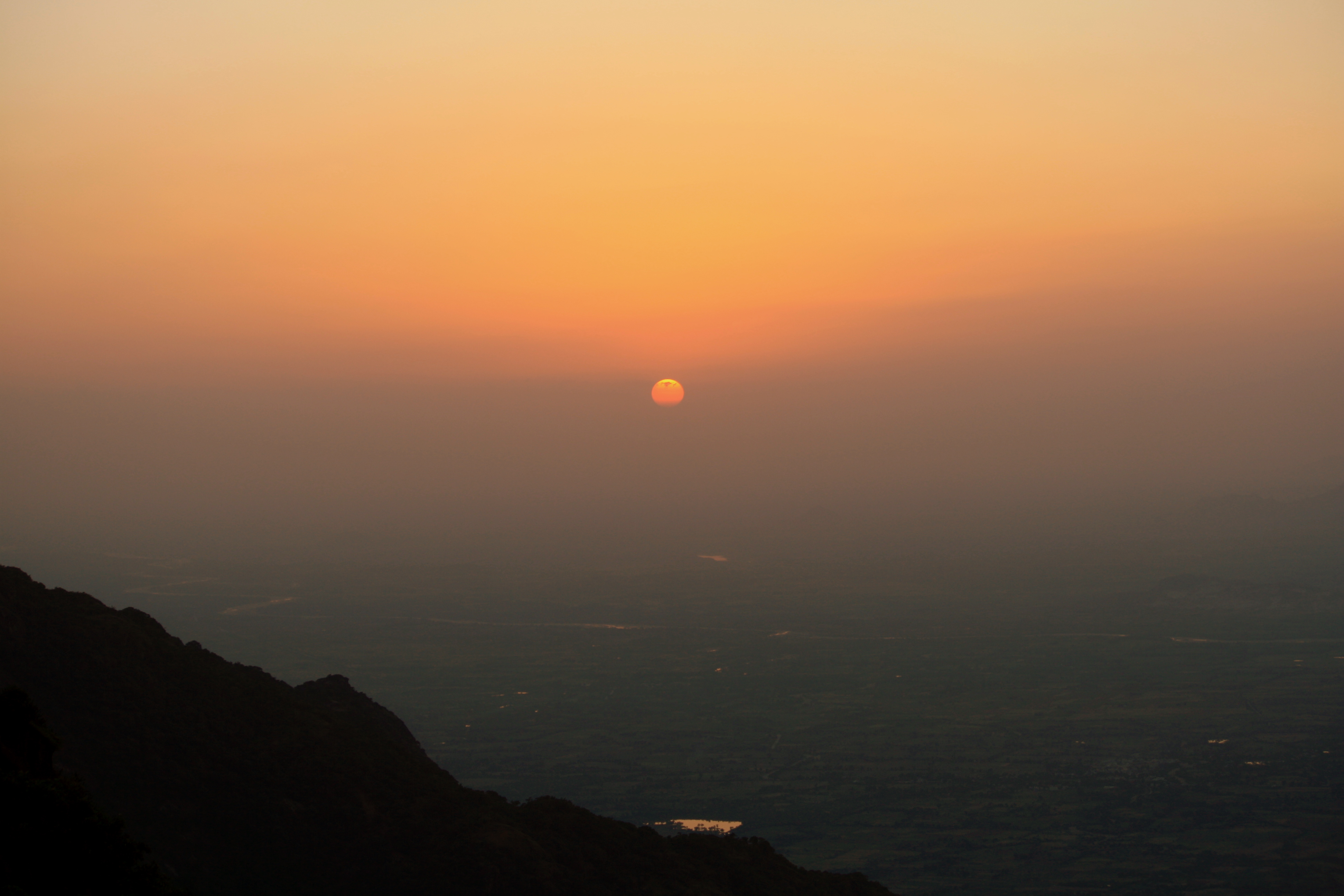
Núi Abu